# 哈比布拉·卡拉卡尼
哈比布拉·卡拉卡尼（1891年1月19日—1929年11月1日），阿富汗塔吉克族人，自1929年1月17日至10月13日为阿富汗的统治者，萨卡维派领导人。阿富汗内战期间，他占领了阿富汗大片地区，并在阿富汗史学中所谓的“萨卡维时期”统治喀布尔，但没有国家承认卡拉卡尼是阿富汗的统治者。